# Alphocranon
Alphocranon (łac. Dioecesis Alphocranoniensis) – stolica historycznej diecezji w Cesarstwie Rzymskim (prowincja Arkadia), współcześnie w Egipcie. Obecnie jest katolickim biskupstwem tytularnym. 